# NRBP1
NRBP1‏ (Nuclear receptor binding protein 1) هوَ بروتين يُشَفر بواسطة جين NRBP1 في الإنسان.